# کانگرو، نیو ساوت ولز
کانگرو (به انگلیسی: Kangaroo Valley) یک شهرک در استرالیا است که در نیو ساوت ولز واقع شده‌است.